# César des meilleurs décors
Le César des meilleurs décors est une récompense cinématographique française décernée par l'Académie des arts et techniques du cinéma depuis la première remise de prix le 3 avril 1976 au Palais des congrès

## Introduction

### Nominations et victoires multiples
Certains décorateurs ont été récompensés à plusieurs reprises :
- 3 César : Pierre Guffroy (1976, 1987 et 1990), Jacques Saulnier (1978, 1985 et 1994) et Alexandre Trauner (1977, 1980 et 1986)
- 2 César : Michel Barthélémy (2010 et 2019), Aline Bonetto (2002 et 2005), Jean Rabasse (1996 et 2001), Jacques Rouxel (1999 et 2004) Stéphane Rozenbaum (2014 et 2000) et Stéphane Taillasson (2024 et 2025)

Concernant les décorateurs, plusieurs furent multi-nommés (en gras, les décorateurs lauréats)
- 10 nominations : Jacques Saulnier ;
- 7 nominations : Alexandre Trauner ;
- 6 nominations : Bernard Evein, Pierre Guffroy, Jean Rabasse, Jean-Pierre Kohut-Svelko et Katia Wyszkop ;
- 5 nominations : Michel Barthélémy, Aline Bonetto, Guy-Claude François et Christian Marti ;
- 4 nominations : François de Lamothe ;
- 3 nominations : Hoang Thanh At, Jean-Jacques Caziot, Thierry Flamand, Thierry François, Émile Ghigo, Hilton McConnico, Théobald Meurisse, Richard Peduzzi, Olivier Radot, Jacques Rouxel et Bernard Vézat ;
- 2 nominations : Michèle Abbé-Vannier, Benoît Barouh, Jacques Bufnoir, Philippe Chiffre, Maamar Ech-Cheikh, Ezio Frigerio, François-Renaud Labarthe, Ivan Maussion, Sylvie Olivé, Olivier Raoux, Stéphane Rozenbaum, Hugues Tissandier, Riton Dupire-Clément et Dan Weil ;
- 1 nomination : Dominique André, Yan Arlaud, Jean-Marc Tran Tan Ba, Toma Baquéni, Laurent Baude, Laurence Bennett, Sébastien Birchler, Jacques Brizzio, Jean-Philippe Carp, François Chauvaud, Sylvain Chauvelot, Philippe Combastel, Carlos Conti, Arnaud de Moleron, Emmanuelle Duplay, Max Douy, Dominique Drouet, Françoise Dupertuis, Patrick Durand, François Emmanuelli, David Faivre, Antoine Fontaine, Jean-Pierre Fouillet, Thomas Grézaud, Alain Guffroy, Willy Holt, Enrico Job, Jean-Marc Kerdelhue, Albrecht Konrad, Martin Kurel, Pascal Le Guellec, Thierry Leproust, Catherine Leterrier, Jérémie Duchier, Pierre-François Limbosch, Jean-Baptiste Marot, Jean-Philippe Moreaux, Loula Morin, Brian Morris, Alain Nègre, Ivan Niclass, Philippe Pallut, Jean-Vincent Puzos, Gianni Quaranta, Pierre Quéfféléan, Jean-Luc Raoul, Pierre Renson, Florian Sanson, Ferdinando Scarfiotti, Franck Schwarz, Jean-Michel Simonet, Alan Starski, Michel Vandestien et Wouter Zoon.

## Palmarès

### Années 1970
- 1976 : Que la fête commence... – Pierre Guffroy
  - L'important c'est d'aimer – Jean-Pierre Kohut-Svelko
  - La Chair de l'orchidée – Richard Peduzzi
- 1977 : Monsieur Klein – Alexandre Trauner
  - Le Jouet – Bernard Evein
  - Mado – Pierre Guffroy
  - Le Locataire – Pierre Guffroy
  - Barocco – Ferdinando Scarfiotti
- 1978 : Providence – Jacques Saulnier
  - La Vie devant soi – Bernard Evein
  - Nous irons tous au paradis – Jean-Pierre Kohut-Svelko
  - Dites-lui que je l'aime – Hilton McConnico
- 1979 : Molière – Guy-Claude François
  - Violette Nozière – Jacques Brizzio
  - One, Two, Two : 122, rue de Provence – François de Lamothe
  - Sale Rêveur – Théobald Meurisse

### Années 1980
- 1980 : Don Giovanni – Alexandre Trauner
  - Tess – Pierre Guffroy
  - Buffet froid – Théobald Meurisse
  - I… comme Icare – Jacques Saulnier
- 1981 : Le Dernier Métro – Jean-Pierre Kohut-Svelko
  - Un mauvais fils – Dominique André
  - La Banquière – Jean-Jacques Caziot
  - Mon oncle d'Amérique – Jacques Saulnier
- 1982 : Malevil – Max Douy
  - Diva – Hilton McConnico
  - La Guerre du feu – Brian Morris
  - Coup de torchon – Alexandre Trauner
- 1983 : Le Retour de Martin Guerre – Alain Nègre
  - Une chambre en ville – Bernard Evein
  - Les Misérables – François de Lamothe
  - La Truite – Alexandre Trauner
- 1984 : La Lune dans le caniveau – Hilton McConnico
  - Mortelle Randonnée – Jean-Pierre Kohut-Svelko
  - La vie est un roman – Jacques Saulnier
  - Tchao Pantin – Alexandre Trauner
- 1985 : Un amour de Swann – Jacques Saulnier
  - Les Cavaliers de l'orage – Jean-Jacques Caziot
  - Notre histoire – Bernard Evein
  - Carmen – Enrico Job
- 1986 : Subway – Alexandre Trauner
  - Bras de fer – Jean-Jacques Caziot
  - Péril en la demeure – Philippe Combastel
  - On ne meurt que deux fois – François de Lamothe
- 1987 : Pirates – Pierre Guffroy
  - Thérèse – Bernard Evein
  - Mélo – Jacques Saulnier
  - Autour de minuit – Alexandre Trauner
- 1988 : Au revoir les enfants – Willy Holt
  - La Passion Béatrice – Guy-Claude François
  - Ennemis intimes – Jean-Pierre Kohut-Svelko
- 1989 : Camille Claudel – Bernard Vezat
  - Trois Places pour le 26 – Bernard Evein
  - La Lectrice – Thierry Leproust

### Années 1990
- 1990 : Valmont – Pierre Guffroy
  - Bunker Palace Hôtel – Michèle Abbé-Vannier
  - Trop belle pour toi – Théobald Meurisse
- 1991 : Cyrano de Bergerac – Ezio Frigerio
  - Le Mari de la coiffeuse – Ivan Maussion
  - Nikita – Dan Weil
- 1992 : Delicatessen – Jean-Philippe Carp
  - Van Gogh – Philippe Pallut et Katia Wyszkop
  - Les Amants du Pont-Neuf – Michel Vandestien
- 1993 : Indochine – Jacques Bufnoir
  - Le Souper – François de Lamothe
  - L'Amant – Hoang Thanh At
- 1994 : Smoking / No Smoking – Jacques Saulnier
  - Justinien Trouvé ou le Bâtard de Dieu – Jacques Bufnoir
  - Germinal – Hoang Thanh At et Christian Marti
- 1995 : Farinelli – Gianni Quaranta
  - La Reine Margot – Richard Peduzzi et Olivier Radot
  - Le Colonel Chabert – Bernard Vézat
- 1996 : La Cité des enfants perdus – Jean Rabasse
  - Madame Butterfly – Michèle Abbé-Vannier
  - Le Hussard sur le toit – Jacques Rouxel, Ezio Frigerio et Christian Marti
- 1997 : Ridicule – Ivan Maussion
  - Capitaine Conan – Guy-Claude François
  - Beaumarchais, l'insolent – Jean-Marc Kerdelhue
- 1998 : Le Cinquième Élément – Dan Weil
  - On connaît la chanson – Jacques Saulnier
  - Le Bossu – Bernard Vézat
- 1999 : Lautrec – Jacques Rouxel
  - Place Vendôme – Thierry Flamand
  - Ceux qui m'aiment prendront le train – Richard Peduzzi et Sylvain Chauvelot

### Années 2000
- 2000 : Rembrandt – Philippe Chiffre
  - Peut-être – François Emmanuelli
  - Astérix et Obélix contre César – Jean Rabasse
  - Jeanne d'Arc – Hugues Tissandier
- 2001 : Vatel – Jean Rabasse
  - Saint-Cyr – Thierry François
  - Les Destinées sentimentales – Katia Wyszkop
- 2002 : Le Fabuleux Destin d'Amélie Poulain – Aline Bonetto
  - L'Anglaise et le Duc – Antoine Fontaine et Jean-Baptiste Marot
  - Le Pacte des loups – Guy-Claude François
- 2003 : Le Pianiste (The Pianist) – Allan Starski
  - Huit Femmes – Arnaud de Moleron
  - Astérix et Obélix : Mission Cléopâtre – Hoang Thanh At
  - Laissez-passer – Emile Ghigo
- 2004 : Bon voyage – Jacques Rouxel et Catherine Leterrier
  - Monsieur N. – Patrick Durand
  - Pas sur la bouche – Jacques Saulnier
- 2005 : Un long dimanche de fiançailles – Aline Bonetto
  - Les Choristes – François Chauvaud
  - Immortel, ad vitam – Jean-Pierre Fouillet
- 2006 : Gabrielle – Olivier Radot
  - Les Âmes grises – Loula Morin
  - Joyeux Noël – Jean-Michel Simonet
- 2007 : OSS 117 : Le Caire, nid d'espions – Maamar Ech-Cheikh
  - Indigènes – Dominique Drouet
  - Les Brigades du Tigre – Jean-Luc Raoul
  - Lady Chatterley – François-Renaud Labarthe
  - Cœurs – Jacques Saulnier
- 2008 : La Môme – Olivier Raoux
  - Molière – Françoise Dupertuis
  - Le Deuxième Souffle – Thierry Flamand
  - Un secret – Jean-Pierre Kohut-Svelko
  - Jacquou le Croquant – Christian Marti
- 2009 : Séraphine – Thierry François
  - Mesrine : L'Instinct de mort et Mesrine : L'Ennemi public n° 1 – Émile Ghigo
  - Home – Ivan Niclass
  - Faubourg 36 – Jean Rabasse
  - Les Enfants de Timplebach – Olivier Raoux

### Années 2010
- 2010 : Un prophète – Michel Barthélémy
  - Micmacs à tire-larigot – Aline Bonetto
  - OSS 117 : Rio ne répond plus – Maamar Ech-Cheikh
  - À l'origine – François-Renaud Labarthe
  - Coco avant Chanel – Olivier Radot
- 2011 : Les Aventures extraordinaires d'Adèle Blanc-Sec – Hugues Tissandier
  - Des hommes et des dieux – Michel Barthélémy
  - La Princesse de Montpensier – Guy-Claude François
  - The Ghost Writer – Albrecht Konrad
  - Gainsbourg, vie héroïque – Christian Marti
- 2012 : The Artist – Laurence Bennett
  - L'Apollonide - Souvenirs de la maison close – Alain Guffroy
  - Les Femmes du 6e étage – Pierre-François Limbosch
  - L'Exercice de l'État – Jean-Marc Tran Tan Ba
  - Le Havre – Wouter Zoon
- 2013 : Les Adieux à la reine – Katia Wyszkop
  - Amour – Jean-Vincent Puzos
  - Cloclo – Philippe Chiffre
  - Holy Motors – Florian Sanson
  - Populaire – Sylvie Olivé
- 2014 : L'Écume des jours – Stéphane Rozenbaum
  - L'Extravagant Voyage du jeune et prodigieux T. S. Spivet – Aline Bonetto
  - Les Garçons et Guillaume, à table ! – Sylvie Olivé
  - Michael Kohlhaas – Yan Arlaud
  - Renoir – Benoît Barouh
- 2015 : La Belle et la Bête – Thierry Flamand
  - La French – Jean-Philippe Moreaux
  - Saint Laurent – Katia Wyszkop
  - Timbuktu – Sébastian Birchler
  - Yves Saint Laurent – Aline Bonetto
- 2016 : Marguerite – Martin Kurel
  - Dheepan – Michel Barthélémy
  - Journal d'une femme de chambre – Katia Wyszkop
  - L'Odeur de la mandarine – Jean Rabasse
  - Trois souvenirs de ma jeunesse – Toma Baquéni
- 2017 : Chocolat – Jérémie D. Lignol
  - La Danseuse – Carlos Conti
  - Frantz – Michel Barthélémy
  - Ma Loute – Riton Dupire-Clément
  - Planetarium – Katia Wyszkop
- 2018 : Au revoir là-haut – Pierre Quefféléan
  - 120 battements par minute – Emmanuelle Duplay
  - Barbara – Laurent Baude
  - La Promesse de l'aube – Pierre Renson
  - Le Redoutable – Christian Marti
- 2019 : Les Frères Sisters – Michel Barthélémy
  - La Douleur - Pascal Le Guellec
  - L'Empereur de Paris - Émile Ghigo
  - Mademoiselle de Joncquières - David Faivre
  - Un peuple et son roi - Thierry François

### Années 2020
- 2020 : La Belle Époque - Stéphane Rozenbaum
  - Le Chant du loup - Benoît Barouh
  - Edmond - Franck Schwarz
  - J'accuse - Jean Rabasse
  - Portrait de la jeune fille en feu - Thomas Grézaud
- 2021 : Adieu les cons - Carlos Conti
  - La Bonne Épouse - Thierry François
  - Les Choses qu'on dit, les choses qu'on fait - David Faivre
  - De Gaulle - Nicolas de Boiscuillé
  - Été 85 - Benoît Barouh
- 2022 : Illusions perdues - Riton Dupire-Clément
  - Aline - Emmanuelle Duplay
  - Annette - Florian Sanson
  - Délicieux - Bertrand Seitz
  - Eiffel - Stéphane Taillasson
- 2023 : Christian Marti pour Simone, le voyage du siècle
  - Emmanuelle Duplay pour Les Amandiers
  - Sébastian Birchler pour Couleurs de l'incendie
  - Michel Barthélémy pour La Nuit du 12
  - Sébastien Vogler pour Pacifiction : Tourment sur les Îles
- 2024 : Stéphane Taillasson pour Les Trois Mousquetaires : D'Artagnan et Les Trois Mousquetaires : Milady
  - Emmanuelle Duplay pour Anatomie d'une chute
  - Angelo Zamparutti pour Jeanne du Barry
  - Toma Baquéni pour La Passion de Dodin Bouffant
  - Julia Lemaire pour Le Règne animal
- 2025 : Stéphane Taillasson pour Le Comte de Monte-Cristo
  - Jean-Philippe Moreaux pour L'Amour ouf
  - Emannuelle Duplay pour Emilia Pérez
  - Stéphane Rozenbaum pour Monsieur Aznavour
  - Olivier Radot pour Sarah Bernhardt, La Divine